# Alancha
Alancha (en francès Allanche) és un municipi del departament francès de Cantal a la regió d'Alvèrnia-Roine-Alps.